# Frank R. Wallace
Frank R. Wallace (pseudônimo de Wallace Ward, 1932-2006) foi um autor e editor estadunidense, magnata de vendas por correspondência É conhecido como o criador da "filosofia Neo-Tech" (também conhecida como Neotech ou Neothink). Ele foi condenado por sonegação de imposto de renda em 1997.

## Educação e carreira
Wallace se formou na Colby College em 1954. Em 1957 ele ganhou seu doutorado em Química Inorgânica e Analítica da Universidade Estadual de Iowa. Em seguida, trabalhou por nove anos como um químico de pesquisa para DuPont. Ele, então, voltou-se para a filosofia e iniciou a I & O Publishing em 1968 onde atuou como presidente e editor, escrevendo livros e artigos sob vários pseudônimos.  Vários de seus primeiros livros (cerca de 1968-1983) preocupavam-se em como ganhar no pôquer.

## A Filosofia Neo-Tech
A filosofia Neo-Tech de Wallace é apresentada como um desdobramento do objetivismo.

## Morte
Em 26 de janeiro de 2006, enquanto Wallace praticava corrida em Henderson, Nevada, foi atropelado e morto por um carro. Wallace  tinha 73 anos de idade.